# 香港道教聯合會青松中學
香港道教聯合會青松中學（英語：HKTA Ching Chung Secondary School）是一所位於香港九龍觀塘區的文法中學。

## 班別架構
- 中一至中三：各四班
- 中四至中六：各四班

## 教師資料
- 98%以上完成專業師資訓練
- 90%以上具十年以上教學年資
- 一位外籍教師

## 學校設備
- 全校教室均已安裝空調設備。
- 全校教室均配備聯網電腦、投影機、屏幕、擴音機及中央廣播系統，無線網絡已覆蓋全校。
- 電腦室、演講室、科技學習中心、多媒體學習中心、設計與科技室、家政室、圖書館、音樂室、視覺藝術室、物理實驗室、化學實驗室、生物實驗室、綜合科學實驗室、學生活動中心、英文室、訓育室、禮堂、有蓋操場、運動場及27間課室。

全港第一所學校採用「校園通」智能校園系統，師生回校及離校時均以八達通卡記錄時間，校內書簿雜費等亦以八達通卡繳交。

## 出版刊物
- 《松聲 - 校園文集》（2000年9月）
- 《松果集 - 十五周年校慶 教師論文集》（2000年11月）
- 《松果 - 教師文集》（2002年9月）
- 《踏上成功路 - 香港道教聯合會青松中學上海市教育觀摩團》（2002年）
- 《松果 - 教師文集 02-03年》（2003年）
- 《松聲二集 - 學生作品集》（2003年10月）
- 《創藝十年 - 創藝坊》（2005年1月）
- 《欲言無聲 - 文學創作集》（2005年1月）
- 《3C創藝校園成果集》（2005年9月）
- 《松聲三集》（2006年9月）
- 《二十周年校慶特刊》（2006年9月）

## 著名/傑出校友
- 何超平：2015年會計師公會會長，羅兵咸會計師事務所合夥人
- 陳美蓮：紐約州立大學石溪分校教授
- 洪正煌：內科專科醫生
- 葉泰萊：Fevaworks IT Education Centre 營運總監
- 張梓恒：瑞安醫療網絡董事總經理
- 張紫琪：香港話劇團全職演員
- 黎國輝：香港男藝人
- 林芊妤：香港女演員（2004年中三）
- 張美雄：香港西貢區區議員

## 外部連結
- 香港道教聯合會青松中學網頁 （页面存档备份，存于）
- 香港道教聯合會青松中學校友會 （页面存档备份，存于）